# Англефор
Англефор (на френски: Anglefort) е село в департамент Ен на регион Рона-Алпи, югоизточна Франция. Населението му е 1124 души (по приблизителна оценка от януари 2016 г.).
Разположено е на 251 m надморска височина на десния бряг на река Рона, в подножието на планината Юра, на 38 km северно от Шамбери и на 27 km южно от границата с Швейцария. Край Англефор е изграден голям шлюз на река Рона, а в селото функционира завод за производство на силиций.